# Тюммлер, Йоханнес
Йоханнес Герман Тюммлер (нем. Johannes Hermann Thümmler; 23 августа 1906, Хемниц, Германская империя — 28 апреля 2002, Эрискирх, Германия) — оберштурмбаннфюрер СС, руководитель гестапо в Хемнице и Катовице, командир айнзацкоманды 16, входившей в состав айнзацгруппы E в Хорватии.

## Биография
Йоханнес Тюммлер родился 23 августа 1906 года в семье книжного издателя Германа Тюммлера. Изучал юриспруденцию и стал доктором права. 
В 1932 году вступил в НСДАП (билет № 1425547), а в следующем году – в Штурмовые отряды (СА). В 1937 году был зачислен в ряды СС (№ 323711). После прихода нацистов к власти служил в полицейском управлении Дюссельдорфа. В 1939 году был назначен заместителем руководителя гестапо в Дрездене, а в январе 1941 года стал руководителем гестапо в этом городе. 
В марте 1941 года возглавил гестапо в Хемнице. С 3 июля по 11 сентября 1943 руководил айнзацкомандой 16 в составе айнзацгруппы E в Хорватии с местом дислокации в Книне. В сентябре 1943 года был назначен начальником гестапо и командиром полиции безопасности и СД в Катовице. На этой должности руководил военно-полевыми судами СС в Верхней Силезии с округами Катовиц и Оппельн. Эти суды также заседали в 11-м блоке основного лагеря Освенцим. 
После захвата Красной армией восточных областей и отступления немецких войск весной 1945 года Тюммлер взял на себя обязанности командира полиции безопасности и СД в Штутгарте. 

### После войны
По окончании войны попал во французский плен. В 1946 году был переведён в лагерь для интернированных в Людвигсбурге. В ходе денацификации был классифицирован как «главный виновник» и в 1948 году был приговорён к двум с половиной годам трудовых лагерей, которые были засчитаны во время интернирования. По апелляции в 1949 году приговор был сокращён до 180 дней исправительных работ. 
С октября 1948 года работал на оптическом заводе «Карл Цейс» в Оберкохене. 2 ноября 1964 года выступал свидетелем защиты на Освенцимском процессе во Франкфурте-на-Майне, на котором рассказал о деятельности судов в концлагере Освенцим. Дальнейшие расследования в отношении его не привели к обвинительному заключению: в 1970 году земельный суд Эльвангена отклонил открытие против него судебного разбирательства, а в 1999 году расследование по обвинению в убийстве, начатое руководителем центрально-земельного управления юстиции по расследованию нацистских преступлений в Людвигсбурге обер-прокурором Куртом Шриммом, было прекращено из-за отсутствия доказательств. 
В послевоенное время Тюммлер был членом протестантской академии Тутцинг. В 1996 году он потребовал от города Хемниц вернуть ему коллекцию произведений искусств, которые находились в музее. В конце Второй мировой войны произведения искусства Тюммлера вместе с музейными работами были вывезены в Рудные горы. Тем не менее город отказал Тюммлеру, вспомнив его нацистское прошлое.